# Paradoja del ahorro

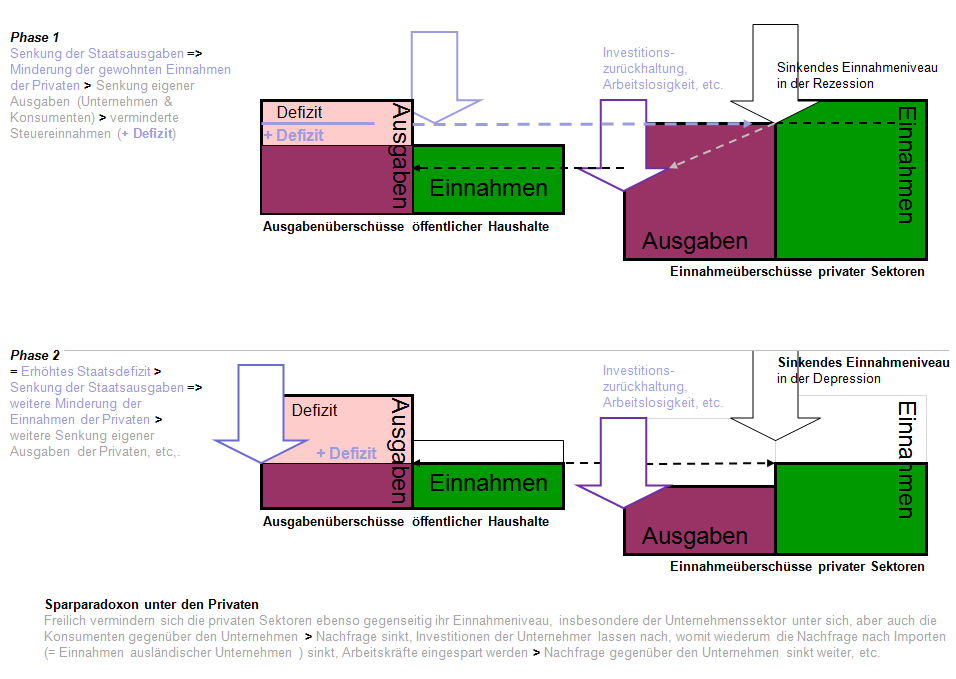
La Paradoja del ahorro resulta del multiplicador de la mutua renuncia al gasto
(versión alemán; en el intermedio).

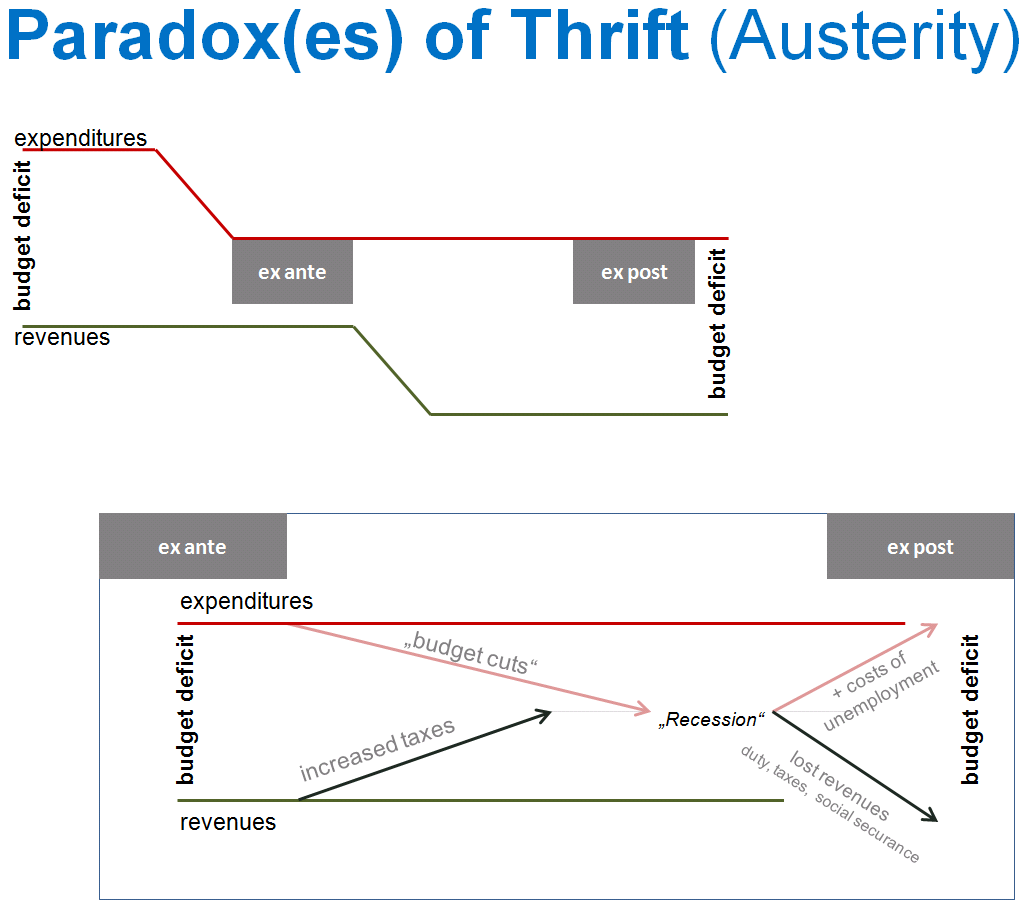
Paradoja del ahorro (Austeridad)

La paradoja del ahorro o paradoja de la frugalidad o paradoja de la austeridad sugiere, según la vertiente económica keynesiana, que si en una 
recesión todos los habitantes tratan de ahorrar más, es decir, dedicar al ahorro un porcentaje mayor de sus ingresos, la demanda agregada caerá, la producción caerá  y el ahorro total de la población será igual o más bajo. 

## Explicación de la paradoja
La paradoja se debe a que el ingreso total de la población (Y) es igual a la suma de la renta de sus individuos. Dado que la renta personal puede ser destinada al consumo o al ahorro, y que el consumo forma una parte esencial de la demanda agregada —que financia el ingreso global a través de rentas y salarios— si aumenta el porcentaje de ahorro, lógicamente el consumo disminuirá, por lo que disminuirá aún más la demanda agregada y, consecuentemente,  el ingreso global, lo cual hará que caiga el ingreso personal. Al caer el ingreso o renta personal cada individuo habrá de dedicar un mayor porcentaje de su renta a ahorrar para poder seguir ahorrando lo mismo en términos absolutos. Ello reducirá aún más su consumo (ya de por sí reducido por la caída de la renta) por lo que los ingresos serán aún más reducidos y así sucesivamente al punto que algunos o muchos deberán utilizar sus ahorros a fin de solventar la disminución en ingresos.
Partimos de:
- Renta total o Ingreso total de todos los entes económicos (Y) = Consumo (C) + Inversión (I) + Gasto público (G) + Exportaciones (X) - Importaciones (IM)
- Renta de las familias = Consumo (C) + Ahorro (S)
- La renta de las familias depende positivamente de la renta total de todos los entes económicos.

Debemos recordar que la renta de los individuos se dedica a dos finalidades, el consumo y el ahorro. Si aumenta el ahorro, debe disminuir necesariamente el consumo. Al ser menor el consumo, el ingreso agregado (Y) también se reduce, lo que implica que el de los individuos y/o las familias es menor. Pero, para que el nivel de ahorro (S) sea constante, el consumo (C) ha de ser aún más pequeño. y así sucesivamente, lo que eventualmente lleva a una contracción de la producción y una reducción concomitante del empleo, lo que a su vez forzará a un sector creciente de la población a depender de sus ahorros para el consumo básico.  Así pues, una actitud generalmente vista como positiva — un mayor deseo por ahorrar—  puede llevar a un menor consumo al punto que, paradójicamente, se transforme, en términos absolutos, en un menor ahorro.
Es interesante resaltar, que una de las condiciones para que los efectos de este fenómeno sean los descritos, es que estemos ante una recesión. En una recesión la variable más volátil y afectada es la inversión empresarial. La baja en el consumo de las familias generada por el aumento de los ahorros en tal condición, se ve acompañada por una disminución de la inversión de las empresas motivada por las malas perspectivas económicas, que es, lo que en definitiva, impide que los mayores ahorros de las familias puedan pasar a la corriente del gasto a través del sistema financiero convirtiéndose en inversión en el corto plazo, compensando la  baja del consumo en dicha corriente.

## Efectos a largo plazo
Cuando se examina desde un punto de vista neoclásico, se ponen en juego otros mecanismos que probablemente provoquen que un aumento de la tasa de ahorro dé lugar a largo plazo a un aumento de la renta y del ahorro. Según este enfoque, las medidas que fomentan el ahorro pueden provocar a corto plazo una recesión aunque a largo puedan llegar a cumplir su objetivo.
Sin embargo es válido considerar que las tasas de crecimiento de la economía mundial se han reducido sustancialmente durante la vigencia de las políticas neoclásicas desde la década de 1970 comparadas a las mismas tasas del período keynesiano de posguerra, también conocido como "época de oro" del capitalismo.[cita requerida] Cuyas consecuencias en el largo plazo fueron la creación de una gran burbuja causada por el crecimiento artificial y las consecuentes recesiones en la economía mundial.